# Glyptothorax rugimentum
Glyptothorax rugimentum es una especie de peces de la familia Sisoridae en el orden de los Siluriformes.

## Morfología
• Los machos pueden llegar alcanzar los 7,9 cm de longitud total.

## Distribución geográfica
Se encuentra en Birmania y el oeste de Tailandia, incluyendo el río Salween.